# 국어정보학회
국어정보학회는 국어정보처리의 이론체계 정립과 기술향상을 통한 정보산업성장지원, 국어정보처리 기술의 보급 및 표준화를 목적으로 1990년 10월 27일 설립된 대한민국 문화체육관광부 소관의 사단법인이다. 사무실은 서울특별시 송파구 신천동 11-9 한신코아 오피스텔 1306호에 있다.

## 주요 사업
- 국어정보관련 문제점의 조사․연구 발표
- 논문지, 출판물 편집간행
- 국어정보관련 표준 및 규격의 제안